# ヨハン・ハーゲン
ヨハン・ハーゲン（Johann Georg Hagen, 1847年3月6日 - 1930年9月5日）は、オーストリア出身の天文学者。

## 生涯
ブレゲンツで生まれた。1863年にドイツのゴルハイムでイエズス会に入会した。オーストリア・フェルトキルヒのイエズス会の大学、ボン大学、ミュンスター大学などで数学と天文学を学んだ。普仏戦争に衛生兵として従事した。
1872年にオットー・フォン・ビスマルクがドイツからイエズス会を追放すると、ハーゲンはイギリスへ移住し、さらに1880年にアメリカ合衆国に渡り、ウィスコンシン州のセイクレッド・ハート・カレッジで教職についた。ウィスコンシンでアメリカの市民権を得た。ここで天文学に興味をもち、小規模な天文観測所を設けた。1888年にジョージタウン大学天文台の所長となり、多くの論文や著書を執筆した。1906年教皇ピウス10世に招かれてローマのバチカン天文台の所長となった。1920年代にハーゲンの雲と呼ばれる、天空が薄く光る星間物質で覆われていることを発見したとされるが、必ずしも明確に存在が証明されていない。
ローマで没した。月のクレーターのひとつに名前が命名された。